# CeNARD

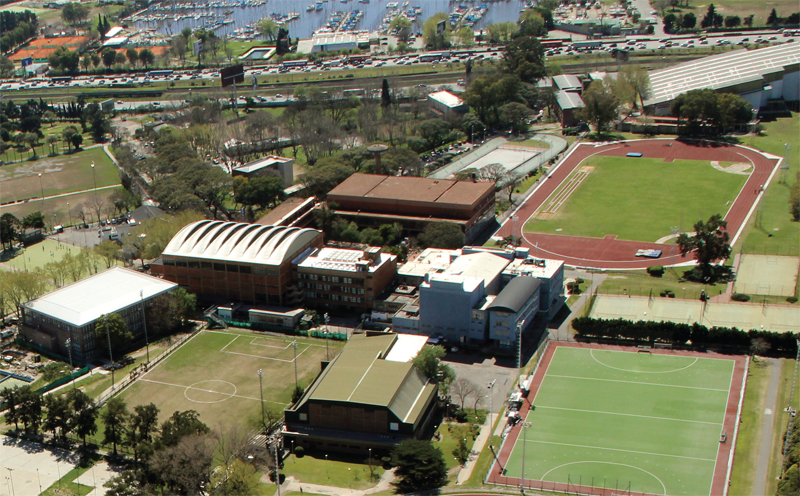
Blick aus der Luft auf die Anlagen

Das CeNARD, auch Ce.N.A.R.D., Akronym für spanisch Centro Nacional de Alto Rendimiento Deportivo (deutsch Nationales Zentrum für Hochleistungssport) ist ein argentinisches Trainings- und Wettkampfzentrum für Spitzensportler. Es ist dem Argentinischen Ministerium für Tourismus und Sport unterstellt.
Das CeNARD befindet sich im nördlichsten Stadtteil Núñez von Buenos Aires. Es ist das nationale Trainingszentrum des Landes, ein Großteil der Spitzenathleten, insbesondere die in der Leichtathletik, werden hier trainiert. Neben dem alltäglichen Training ist das CeNARD auch als Trainingsort für Mannschaften vor Turnieren und Meisterschaften vielfältig genutzt.
Auf dem Gelände, das in den 1930er Jahren trockengelegt wurde, befanden sich zunächst Einrichtungen wie der Post- und Telegraphenclub sowie der Architekturclub von Buenos Aires und ein Kino. Zwischen 1954 und 1960 befand sich dort das Carl-Diem-Gymnasium, bis es durch einen Brand zerstört wurde. 1973 wurde in enger Zusammenarbeit mit der Deutschen Sporthochschule Köln mit der Errichtung des CeNARD begonnen. 1980 war die Arbeiten so weit abgeschlossen, dass die Anlage eröffnet werden konnte. Vollständig abgeschlossen waren sie erst in den 1990er Jahren.

## Infrastruktur
Die Anlage ist 11,5 Hektar groß und liegt dem Río de la Plata gegenüber am Stadtrand von Buenos Aires. Täglich trainieren hier 2500 Sportlerinnen und Sportler mit ihren Trainern und Betreuern, insbesondere Angehörige der olympischen Nationalkader.
Der Carl-Diem-Sportkomplex:

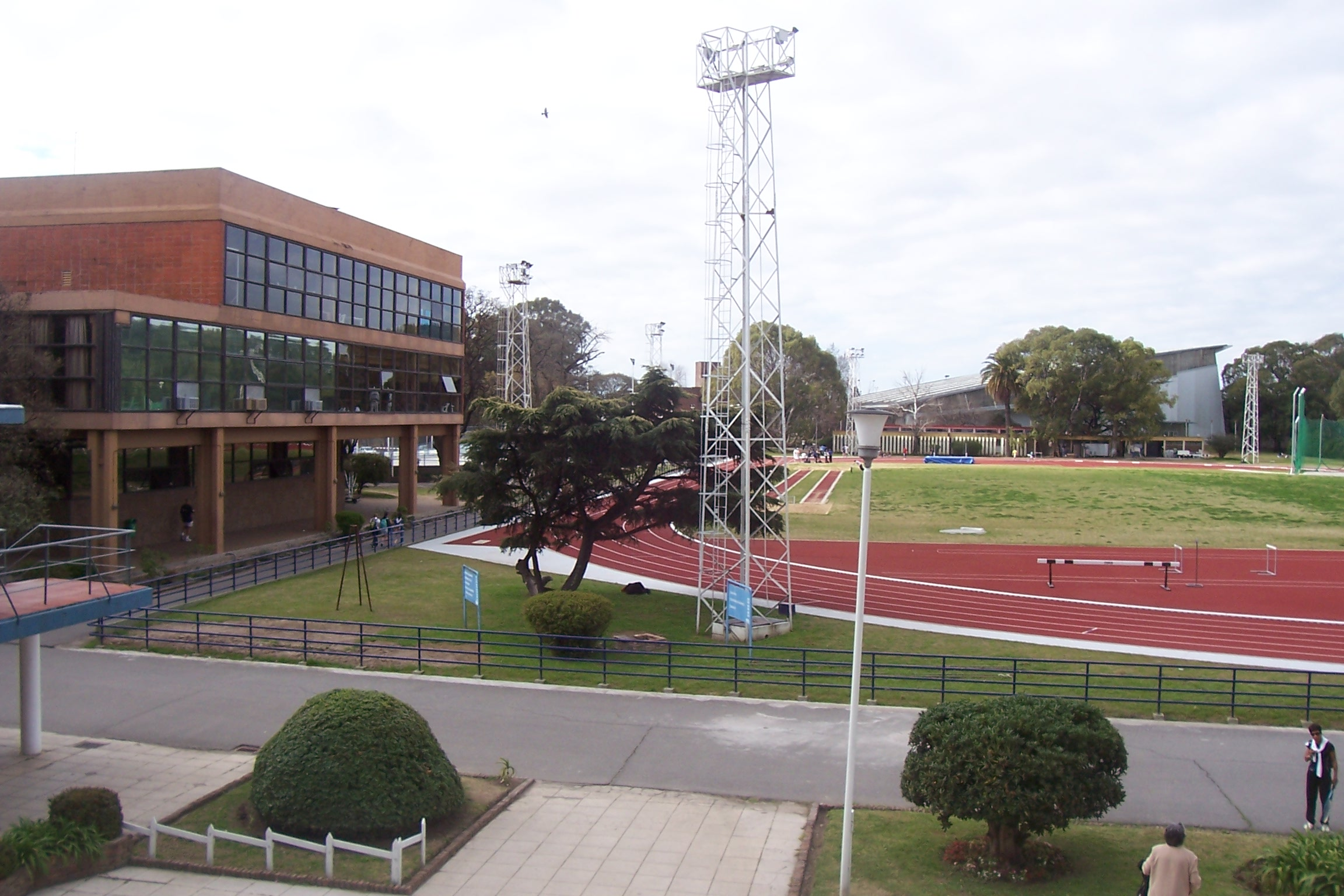
Blick auf die Haupthalle und die Leichtathletikanlage

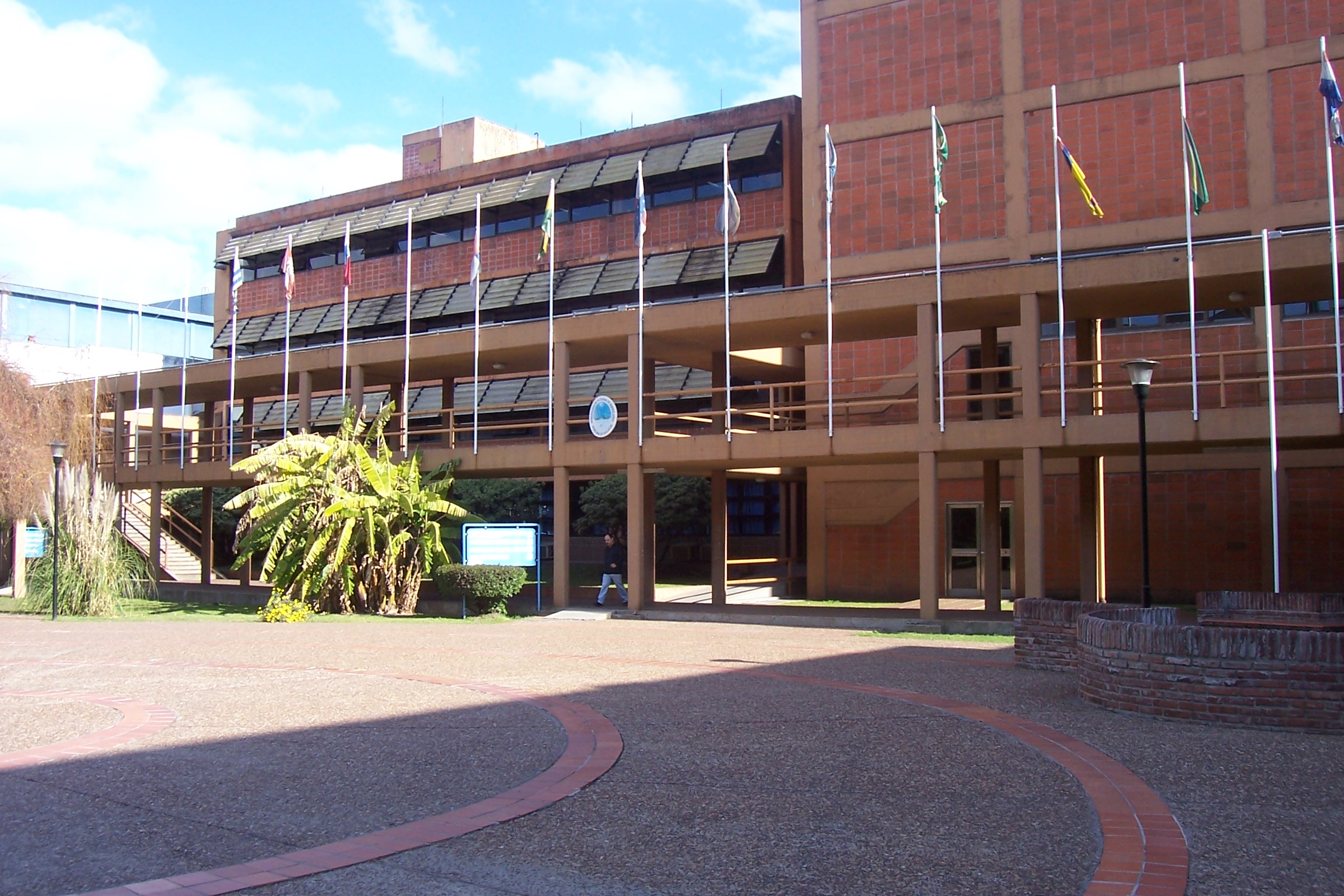
Blick auf den Eingangsbereich des Carl-Diem-Sportkomplexes

- mit der Multifunktionssporthalle, die eine Zuschauerkapazität von 2000 Sitzplätzen hat und für Sportarten wie Basketball, Volleyball, Badminton, Handball und Futsal, aber auch Ringen, Judo, Karate und Taekwondo sowie Tischtennis ausgelegt ist
- ein Bodybuilding-Fitnessstudio sowie ein einfaches Fitnessstudio
- Sportkletteranlage
- fünf schnelle Tennisplätze – der Center Court ist nach Guillermo Vilas benannt
- Eisbahn mit integriertem Rollhockeyfeld

Weitere Innenbereiche:
- Humberto-Selvetti-Halle eine kleinere zweite Halle, die vor allem für Amateur-Boxwettbewerbe genutzt wird
- zwei Plätze für Ballsportarten
  - darunter das nach León Najnudel[1] benannte Sportzentrum, das 2016 renoviert wurde und mit seinen 1250 Zuschauerrängen dem Basketball vorbehalten ist
- Orte für sporttheoretische Vermittlungen

Weitere Außenbereiche:
- zwei IAAF-zertifizierte Leichtathletikbahnen und eine Speerwurfanlage
  - Die Hauptbahn trägt den Namen Delfo Cabrera und besteht aus acht Laufbahnen; sie wird jährlich von etwa 65.000 Athleten genutzt
  - die sechsspurige Nebenbahn mit Kunststoffbelag wurde 2007 errichtet und ist nach Osvaldo Suárez benannt
- Kunstrasen-Feldhockeyanlage, 2016 renoviert
- Fußballplatz
- eine FINA-zertifizierte Wasserportanlage, die jährlich von 60.000 Athleten genutzt wird, mit zwei Becken:
  - ein überdachtes und beheiztes Schwimmbecken mit acht Bahnen und olympischen Maßen (50 × 25 m) zum Schwimmen, Synchronschwimmen, Wasserball und Sporttauchen
  - ein kleineres Becken mit Sprungtürmen und Sprungbrettern zum Kunst und Turmspringen

Medizinisches Zentrum:
- eine Wache
- eine Klinik
- eine Radiologie
- eine Unfallchirurgie
- eine Kardiologie
- eine Podologie
- eine psychologische Praxis
- eine zahnmedizinische Praxis

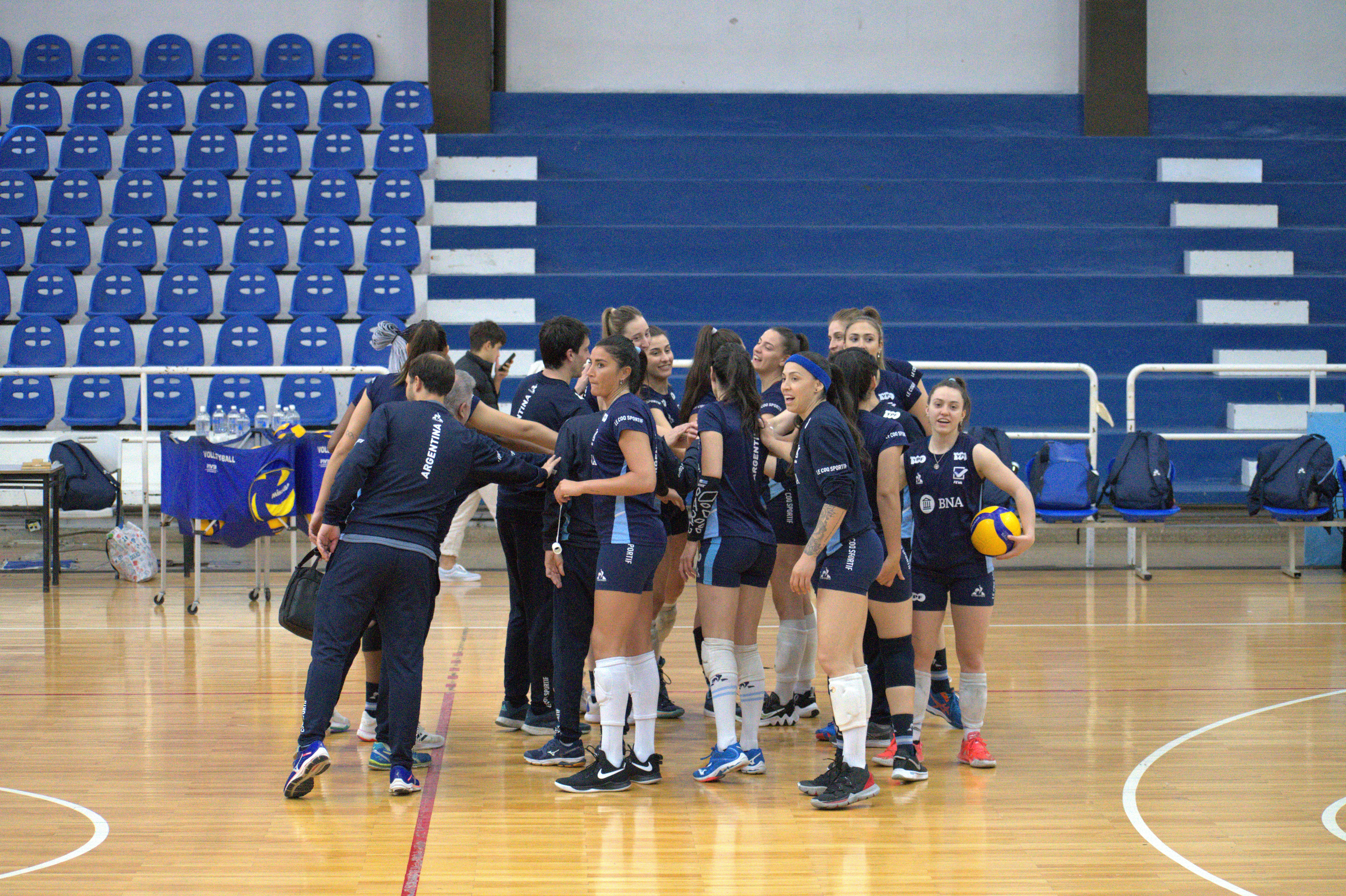
Die argentinische Volleyballnationalmannschaft der Frauen bei einem öffentlichen Training im CeNARD

- eine ernährungswissenschaftliche Praxis
- eine bewegungswissenschaftliche Praxis

Weitere Einrichtungen:
- eine fitnesswissenschaftliche Abteilung
- die Secretaría Nacional del Deporte, die für den Sport zuständige Abteilung des Ministeriums
- das Institut für Leibeserziehung „Dr. Enrique Romero Brest“[2] (Instituto Superior de Educación Física N°1 Dr. Enrique Romero Brest)
- Bereich für Dopingkontrolle und -prävention
- Unterkünfte für Sportler (Hotel „Pedro Quartucci“ mit 340 Plätzen)
- Speisesäle und zugehörige Versorgungseinrichtungen, die im Jahr 80.000 Mahlzeiten (vier verschiedene am Tag) ausgeben

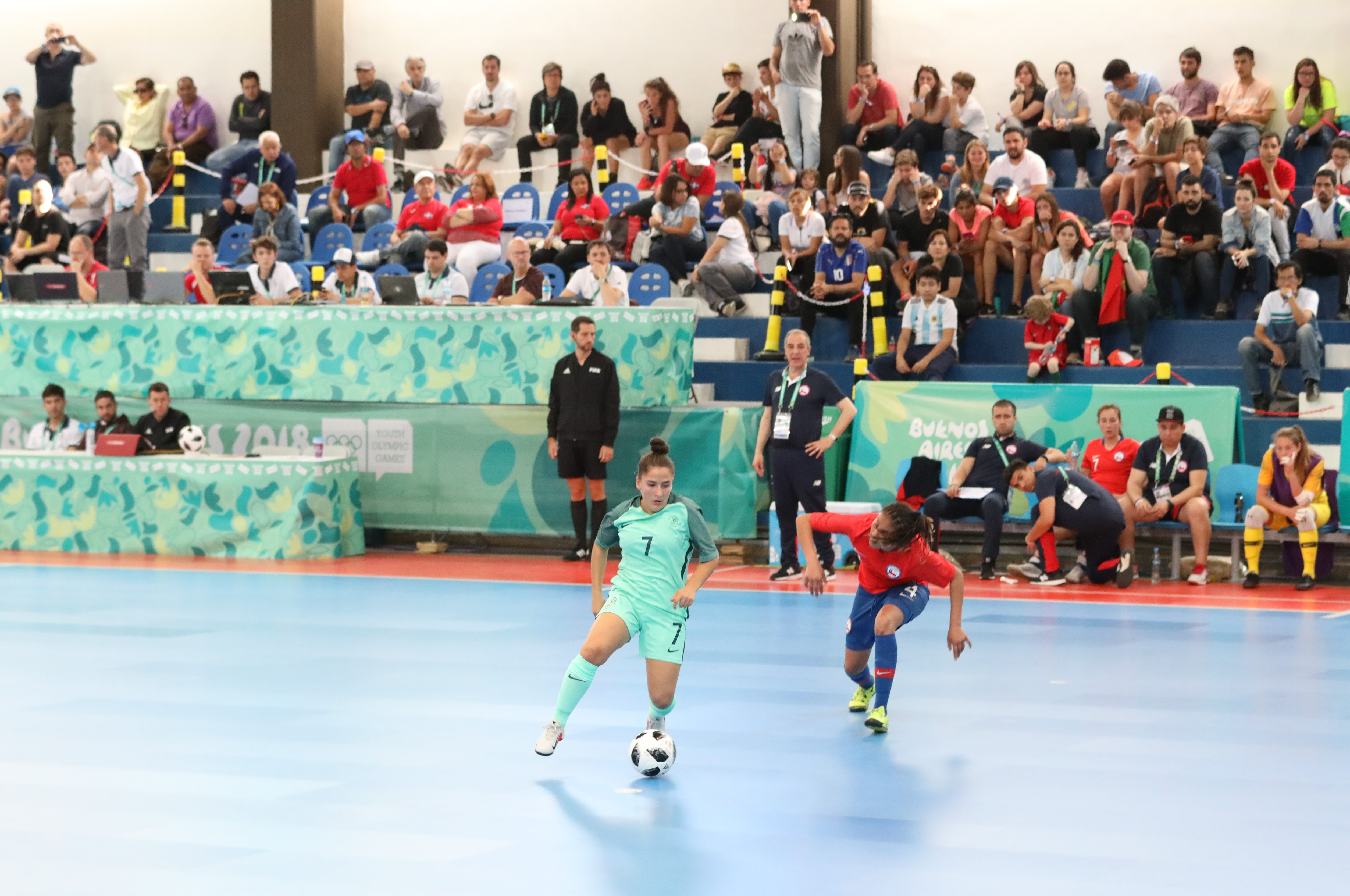
Vorrundenspiel Chile gegen Portugal im Futsal bei den Olympischen Jugendspielen 2018

Das CeNARD war die zentrale Austragungsstätte der Südamerikaspiele 2006, der Parapanamerikanischen Meisterschaften 2013, und bei den Olympischen Jugend-Sommerspiele 2018 war es Teil der Sportanlage Green Park. In der Halle wurden die Wettbewerbe im Futsal ausgetragen. Darüber hinaus fanden hier auch kleinere Veranstaltungen, etwa die Feldhockey-Weltmeisterschaft der Damen 1981, die Panamerikanischen Frauen-Handballmeisterschaften 1999, die Hockey-Juniorinnen-Weltmeisterschaften 2001, die Panamerikanischen Judo-Meisterschaften 2006 und 2009, die Panamerikanischen Handball-Juniorinnenmeisterschaften 2008, 2010, 2014 und 2018, die Leichtathletik-Südamerikameisterschaften 2011, die Panamerikanischen Ringermeisterschaften 2019, Süd- und Mittelamerikanischen Junioren-Beachhandballmeisterschaften 2022 sowie die Handball-Juniorinnenmeisterschaften Süd- und Mittelamerikas 2022, statt.